# Christoph König (Germanist)
Christoph König (* 11. November 1956 in Innsbruck) ist ein deutscher Germanist, Wissenschaftshistoriker und Philosoph und seit 2005 Professor für Neuere und neueste deutsche Literatur an der Universität Osnabrück.

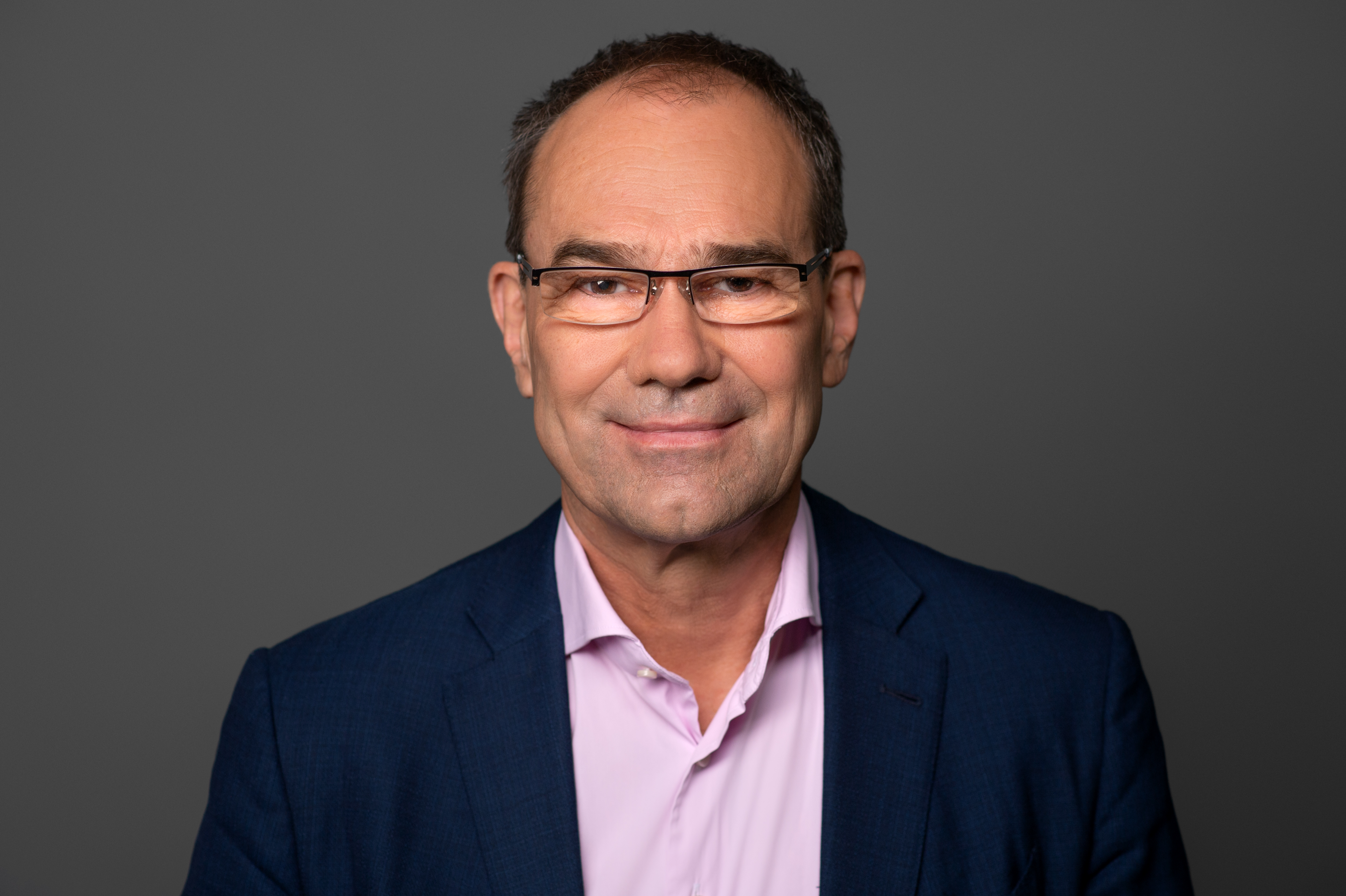
Christoph König, 2022

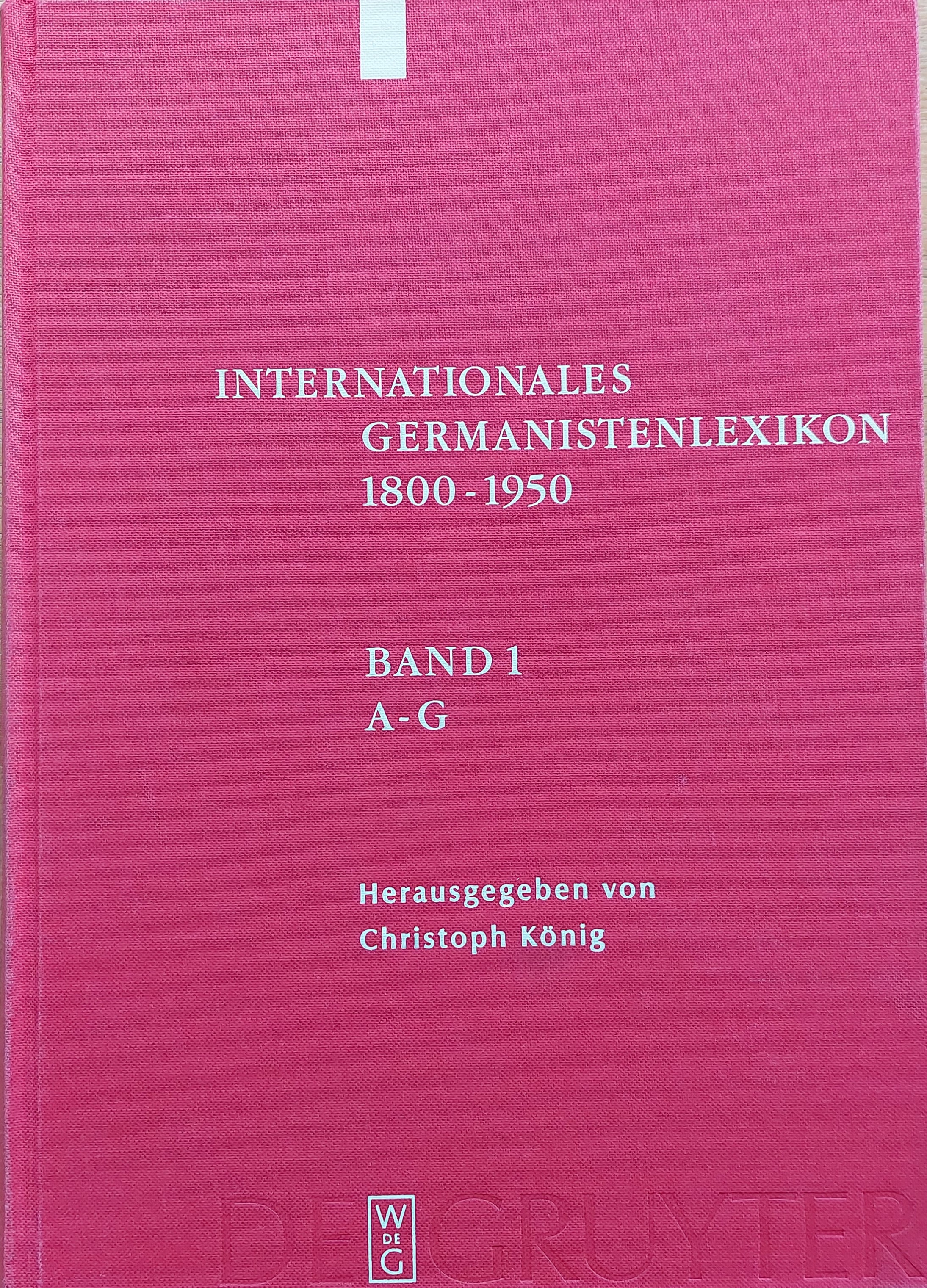
Internationales Germanistenlexikon

## Werdegang
Nach dem Studium der Germanistik, Philosophie und Amerikanistik an der Universität Innsbruck wurde Christoph König 1981 dort mit einer Schrift zur Vorarlberger Prosa unter dem Titel Provinzliteratur von Alfred Doppler sub auspiciis praesidentis rei publicae promoviert. 1997 folgte die Habilitation an der Humboldt-Universität zu Berlin bei Ernst Osterkamp und Karl Pestalozzi (externer Gutachter) mit einer Monographie über Hugo von Hofmannsthal.
Von 1986 bis 2005 leitete König die Arbeitsstelle für die Erforschung der Geschichte der Germanistik im Deutschen Literaturarchiv Marbach (DLA). Während dieser Zeit war er regelmäßig Directeur d’Études associé an der Fondation Maison des Sciences de l’Homme (FMSH, Paris) sowie an der École des Hautes Études en Sciences Sociales (EHESS, Paris) und 2003 Max Kade Distinguished Visiting Professor am Center for German and European Studies der University of Wisconsin-Madison (USA) sowie ab 2004 außerplanmäßiger Professor an der Universität Stuttgart. Seit 2005 ist er Professor für Neuere und neueste deutsche Literatur an der Universität Osnabrück.
Ebenfalls seit 2005 ist König Mitglied des Advisory Board von H-Germanistik (Netzwerk für Literaturwissenschaftlichen Wissenstransfer, Deutschland) und seit 2008 Präsident der l’association l’art de lire (Paris). 2008/09 war er Fellow am Wissenschaftskolleg zu Berlin. Seit 2010 ist er gewähltes Mitglied des Internationalen PEN. 2011/12 war er Fellow am Käte Hamburger-Kolleg / Internationales Kolleg für Geisteswissenschaftliche Forschung (IKGF): Schicksal, Freiheit und Prognose. Bewältigungsstrategien in Ostasien und Europa an der Friedrich-Alexander-Universität Erlangen-Nürnberg, 2019 Professeur invité an der École Normale Supérieure (ENS, Paris), wo er seither jährlich sein Seminar hält.
König ist Herausgeber des Internationalen Germanistenlexikons 1800–1950 sowie Begründer und Mitherausgeber der Zeitschrift Geschichte der Philologien.
Seit 2018 wird unter seiner Leitung beim Wallstein Verlag eine neue und vollständige, historisch-kritische Ausgabe der Werke Rilkes vorbereitet.
Für 2025 wurde König der Vorarlberger Wissenschaftspreis zugesprochen.

## Methode und Kooperationen
Königs wissenschaftliche Anfänge sind in der Methodendiskussion der 1970er Jahre und der empirischen Literaturwissenschaft zu verorten, der Praxis und Theorie des Literaturarchivs und der Philosophie und Ästhetik Jean-Paul Sartres. Wichtige Impulse erhielt er durch die Zusammenarbeit mit dem Philologen, Übersetzer und Philosophen Jean Bollack (1923–2012) ab 1987. Sie basiert auf der von Bollack begründeten und von König weiterentwickelten Kritischen Hermeneutik, die sich gegen die philosophische Hermeneutik Hans-Georg Gadamers und gegen die Dominanz der Theory in den Literaturwissenschaften richtet. Die Methode versteht unter Kritik die Analyse der Möglichkeitsbedingungen des Verstehens und die Wissenschaftsgeschichte der Interpretationen. Weitere Partner in Königs interdisziplinärer Forschungsarbeit waren und sind der Philosoph James Conant, der Indologe Sheldon Pollock, der Rechtswissenschaftler Dieter Grimm sowie der Dichter Donald Berger und der Maler Paul Renner. Seit 1994 schreibt König regelmäßig im Feuilleton der Frankfurter Allgemeinen Zeitung.
Neben der Wissenschaftsgeschichte und Komparatistik liegen seine Forschungsschwerpunkte in der Neueren deutschen Literatur (Goethe, Schiller, Hofmannsthal, Rilke, Kafka, Celan), der Kritischen Hermeneutik (Peter Szondi), der Geschichte und Theorie der Philologie (von Friedrich Schlegel zu Jean Bollack), der Geschichte jüdischer Intellektueller und der Philosophie des Non-diskursiven Denkens (Schleiermacher, Nietzsche, Wittgenstein).

## Nachwuchsförderung
König war und ist durch verschiedene Formate in der Förderung des wissenschaftlichen Nachwuchses aktiv:
- Laufende und abgeschlossene Promotionen und Habilitationen.[24]
- Masterclass Rilke, seit 2017, auf Einladung der Fondation Rilke Sierre (Schweiz).[25]
- Peter Szondi-Kolleg, seit 2006, Kolleg für Nachwuchsforscherinnen und -forscher in der Germanistik, Universität Osnabrück, unterstützt vom Deutschen Akademischen Austauschdienst (DAAD), dem Fachbereich Sprach- und Literaturwissenschaft der Universität Osnabrück und der Thyssen Stiftung.[26]
- Sommerschule Literaturwissenschaft Marbach, 11.–31.7.2003, Deutsches Literaturarchiv gemeinsam mit der Universität Stuttgart, dem Deutschen Akademischen Austauschdienst (DAAD) und dem Center for German and European Studies (University of Wisconsin/Madison und University of Minnesota/Minneapolis). Die zweite Sommerschule fand 2005 statt.[27]
- Promotionsprogramm Theorie und Methodologie der Textwissenschaften und ihre Geschichte, 2010–2013 und 2014–2018, in Zusammenarbeit mit der Universität Göttingen, Sprecher: Christoph König und Simone Winko (erste Förderphase) / Christoph König und Tilmann Köppe (zweite Förderphase).[28] Reden und Schreiben über Literatur – Zur Physiognomie der Literatur in Westdeutschland 1945–1960, 13.–15.11.2003, Deutsches Literaturarchiv, DFG-Symposion, im Rahmen eines Marbacher Förderprogramms (zusammen mit Winfried Barner, Göttingen), unter Mitwirkung von sechs Nachwuchsforschern; inklusive zweier vorbereitender Workshops im August und Oktober 2000.[7]

## Schriften (Auswahl)

### Monografien
- Kreativität. Lektüren von Rilkes ›Duineser Elegien‹. Göttingen, Wallstein 2023, ISBN 978-3-8353-5551-4.
- Zweite Autorschaft. Philologie, Poesie und Philosophie in Friedrich Nietzsches »Also sprach Zarathustra« und »Dionysos-Dithyramben«. Wallstein, Göttingen 2021.
- L’intelligence du texte. Rilke – Celan – Wittgenstein. Traduit de l’allemand par Isabelle Kalinowski, Villeneuve d’Ascq, Presses Univ. du Septentrion 2016 (= Opuscules 33).
- »O komm und geh«. Skeptische Lektüren der ›Sonette an Orpheus‹ von Rilke. Wallstein, Göttingen 2014.[29]
- Philologie der Poesie. Von Goethe bis Peter Szondi. De Gruyter, Berlin 2014.
- Häme als literarisches Verfahren. Günter Grass, Walter Jens und die Germanisten nach 1945. Göttingen, Wallstein 2008 (Göttinger Sudelblätter).
- Engführungen. Peter Szondi und die Literatur. (unter Mitarbeit von Andreas Isenschmid), Marbach, Deutsche Schillergesellschaft 2004 (Marbacher Magazine 108), 2. Auflage 2005.
- Hofmannsthal. Ein moderner Dichter unter den Philologen. Göttingen, Wallstein 2001, 2. Auflage, 2006 (Marbacher Wissenschaftsgeschichte 2).[30]
- Verwaltung und wissenschaftliche Erschließung von Nachlässen in Literaturarchiven. Österreichische Richtlinien als Modell, hg. vom Forschungsinstitut ›Brenner-Archiv‹, München u. a., Saur 1988 (= Literatur und Archiv 1).
- Die Entmythologisierung der Stellung des Arztes. Eine medizinsoziologische Studie (= Neue Würzburger Studien zur Soziologie. Band 9). Würzburg 1987.
- Provinz-Literatur. Positionen der Prosa Vorarlbergs in synchroner Sicht. Innsbruck 1984 (= Innsbrucker Beiträge zur Kulturwissenschaft; Germanistische Reihe 20).[31]
- Dialektik und ästhetische Kommunikation. Jean-Paul Sartres philosophische Phasen. Frankfurt am Main u. a., Lang 1982 (= Europäische Hochschulschriften 78).

### Herausgeberschaft
- Internationales Germanistenlexikon 1800–1950, hrsg. von Christoph König, bearbeitet von Birgit Wägenbaur gemeinsam mit Andrea Frindt, Hanne Knickmann, Volker Michel, Angela Reinthal und Karla Rommel, 3 Bde. und CD-ROM, Berlin, New York: de Gruyter, 2003.[32]
- Das Potential europäischer Philologien. Geschichte, Leistung, Funktion. Wallstein, Göttingen 2009, ISBN 978-3-8353-0501-4.
- (mit Kai Bremer) Über »Die Sonette an Orpheus« von Rilke. Lektüren. Wallstein, Göttingen 2016, ISBN 978-3-8353-1701-7.
- (mit Glenn W. Most) Wunsch, Indianer zu werden. Versuche über einen Satz von Franz Kafka. Wallstein, Göttingen 2019, ISBN 978-3-8353-3401-4.
- (mit Dieter Grimm) Lektüre und Geltung. Zur Verstehenspraxis in der Rechtswissenschaft und in der Literaturwissenschaft. Wallstein, Göttingen 2020, ISBN 978-3-8353-3828-9.
- (mit Mark-Georg Dehrmann) Zarathustra-Lektüren. Schwabe, Basel 2023, ISBN 978-3-7965-4858-1.

### Edition
- Rainer Maria Rilke: Werke. Historisch-kritische Ausgabe. 26 Bände geplant. Wallstein, Göttingen 2023ff.
  - Band 1: Duineser Elegien und zugehörige Gedichte 1912–1922. Wallstein, Göttingen 2023.

### Übersetzung
- Donald Berger: The Long Time | Die Währende Zeit. Poems | Gedichte. Aus dem Englischen von Christoph König. Wallstein, Göttingen 2015.

Eine vollständige Bibliographie befindet sich auf der Website von Christoph König.